# Unidades de medida japonesas
Shakkan-hō (尺貫法) é o sistema de medida japonês tradicional. O nome Shakkanho, tem origem no nome de duas das unidades, o Shaku, uma unidade de comprimento, e o kan, uma medida de massa.